# 垂井康夫
垂井 康夫（たるい やすお、1929年 - ）は、日本の電子工学研究者。

## 経歴
1929年に東京市小石川で生まれ、1951年に早稲田大学第一理工学部電気工学科を卒業して工業技術院電気試験所に入所した。1958年にバイポーラトランジスタと電界効果トランジスタを一体化した一種の集積回路の特許を申請し、1961年1月21日に傳田精一のグループと共に日本で最初の集積回路を完成した。1965年に電気試験所半導体部品研究室長になり、1968年には電子線描画装置を発案して1969年にはショットキーTTL、1970年にはDSAMOSトランジスタを発案した。1976年に超LSI技術研究組合の共同研究所所長に就任。1981年には東京農工大学電子工学科の教授に就任した。

## 著書等

### 単著
- 『NHKブックス ICの話』  日本放送出版協会、1954年 、ISBN 9784140014110
- 『電気学会大学講座 半導体デバイス』 電気学会、1978年
- 『電気学会大学講座 改訂版 半導体デバイス』 電気学会、1999年、ISBN 9784886862211
- 『超LSIへの挑戦―日本半導体50年とともに歩む』 工業調査会、2000年、ISBN 9784769311812

### 編著
- 『超LSI技術』 オーム社、1981年、ISBN 9784274026980
- 『世界をリードするイノベーター―電子・情報分野の日本人10人』 オーム社、2005年、ISBN 9784274500541
- 『独創する日本の起業頭脳』（武田郁夫との共編） 集英社《集英社新書》、2006年、ISBN 9784087203509
- 『超波及度で世界を変えたイノベーター―電子・情報分野の開拓者8人』 オーム社、2007年、ISBN 9784274501388
- 『世界をリードする半導体共同研究プロジェクト―日本半導体産業復活のために』 工業調査会、2008年、ISBN 9784769312772
- 『生活者の豊かさを創出したイノベーター』 武田計測先端知財団、2010年、ISBN 9784274503146
- 『世界を先駆ける日本のイノベーター』（赤城三男との共編） オーム社、2013年、ISBN 9784274504297

### 監修
- 『トランジスタ活用ブック―だれにもわかる』（池原典利との共監修）、オーム社、1969年
- 『グローブ 半導体デバイスの基礎』（アンドルー・グローヴ著、垂井康夫 監訳、オーム社、1986年、ISBN 9784274130182
- 『日本半導体50年史―時代を創った537人の証言』 半導体産業新聞、2000年、ISBN 9784769311843

## 論文等

### 論文
- ＜垂井康夫

### ネット掲載の記事
- 『超ＬＳＩ共同研究所－共同研究所の元祖』 武田計測先端知財団